# Krepost (navire)
Pour les articles homonymes, voir Krepost.
Le Krepost (en russe : Крепость) est un navire de guerre russe de 3e rang de 46 canons en activité de 1699 à 1709. Il est connu pour être le premier navire de guerre russe à pénétrer dans la Corne d'Or en 1699, créant un choc dans l'imaginaire géopolitique russe et ottoman.

## Histoire

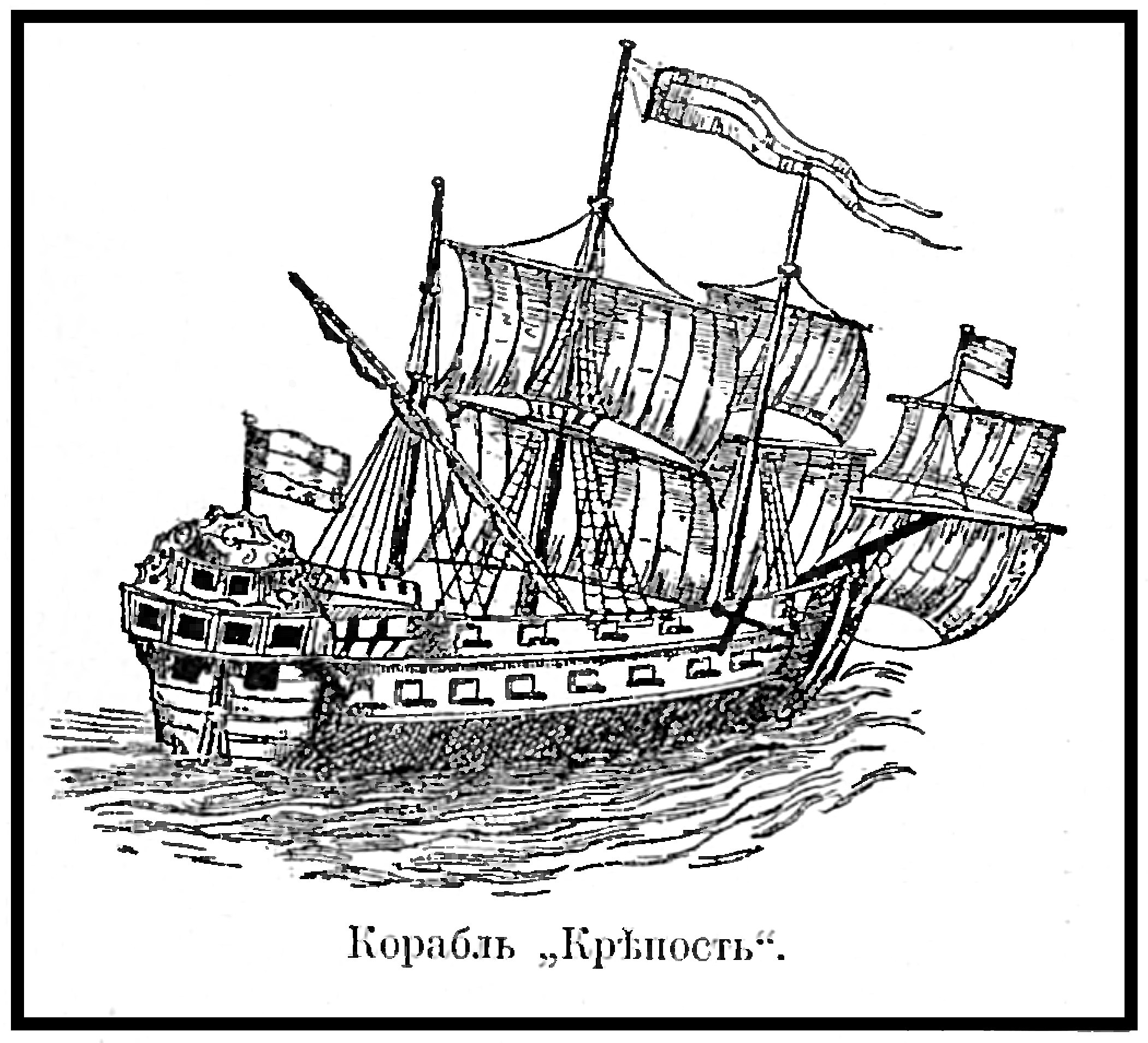

Créé sur les chantiers navals de Panchine sur le Don en 1699, il a pour devise : Ils me frappent, mais ils me renforcent (Бьют меня, но и подкрепляют, biout menia, no i podkrepliaïout). Le Krepost est l'un des 10 navires russes conçus sur le modèle des navires barbaresques. Le navire est affecté à la flotte d'Azov (1695-1711), commandée par Fiodor Alekseïevitch Golovine autour de la base navale nouvellement construite (1698) de Taganrog. Du 5 au 7 août, il participe à des manœuvres navales, puis se dirige vers Kertch, où il mouille du 18 au 28 août. De là, il appareille pour Constantinople qu'il atteint le 7 septembre 1699. Son arrivée est négociée par l'ambassadeur russe Iemelian Oukraïntsev, qui en fait un rapport détaillé. L'arrivée est un motif de gloire pour la Russie qui affirme son ambition nouvelle face à l'Empire ottoman. Pour les Ottomans, cet événement signe symboliquement l'arrivée d'un nouvel acteur à la Porte (avec l'installation permanente d'un ambassadeur russe à Constantinople à partir de 1700) et la perte du statut de « mer intérieure » de la mer Noire. Désormais le danger maritime au nord n'était pas seulement constitué par les raids de navires légers de Cosaques mais par une véritable flotte de guerre construite (à Voronej) en quelques années par une nation ennemie.
Au retour, en juin 1700, il ramène 170 prisonniers russes des campagnes d'Azov libérés ; il fait escale à Baklava et Kafa.
En réparation à partir de 1704, il est ramené à terre en mai 1709 et conservé sur ordre de Pierre le Grand « pour la gloire d'avoir été à Constantinople ». 
En 1711, après le désastre de la campagne du Prout, il est abandonné sur ces mêmes rives de la mer d'Azov.